# Donatella Palermo
Donatella Palermo (...) è una produttrice cinematografica italiana.

## Biografia
La Palermo è nota per Tano da morire (1997), per il quale fu candidata per un Nastro d'argento al miglior produttore. È nota anche per i film Viol@ (1998), Notturno bus (2007) e Cesare deve morire (2012). Il suo film Liscio (2006) è stato premiato alla Festa del Cinema di Roma. Nel 2015 ha prodotto con i fratelli Paolo e Vittorio Taviani Maraviglioso Boccaccio, candidato per il David di Donatello, il Nastro d'argento ed il Globo d'oro. Nel 2016 ha prodotto il documentario di Gianfranco Rosi Fuocoammare premiato nello stesso anno con l'Orso d'oro per il miglior film al Festival internazionale del cinema di Berlino, che ha per oggetto gli sbarchi di migranti sull'isola di Lampedusa; per questo film ha ricevuto inoltre, insieme al regista, la nomination all'Oscar 2017 come miglior documentario.

## Filmografia
- Orlando sei, regia di Dante Majorana (1989) - produttrice esecutiva
- Il senso della vertigine, regia di Paolo Bologna (1991)
- Il gioco delle ombre, regia di Stefano Gabrini (1991)
- Passi sulla luna, regia di Claudio Antonini (1991)
- Niente stasera, regia di Ennio De Dominicis (1993)
- Tano da morire, regia di Roberta Torre (1997)
- Viol@, regia di Donatella Maiorca (1998)
- Appassionate, regia di Tonino De Bernardi (1999)
- Sud Side Stori, regia di Roberta Torre (2000)
- L'inverno, regia di Nina Di Majo (2002) - produttrice associata
- Cuore scatenato, regia di Gianluca Sodaro (2003)
- Lettere al vento, regia di Edmond Budina (2003)
- I cinghiali di Portici, regia di Diego Olivares (2003)
- Gemelline, regia di Filippo D'Antoni – cortometraggio (2006)
- Lettere dal Sahara, regia di Vittorio De Seta (2006)
- Liscio, regia di Claudio Antonini (2006)
- Notturno bus, regia di Davide Marengo (2007) - produttrice esecutiva
- Una notte, regia di Toni D'Angelo (2007) - produttrice associata
- Le ombre rosse, regia di Citto Maselli (2009)
- Poeti, regia di Toni D'Angelo – documentario (2009)
- Cesare deve morire, regia di Paolo e Vittorio Taviani (2012) - produttrice esecutiva
- Come non detto, regia di Ivan Silvestrini (2012) - produttrice esecutiva
- L'isola dell'angelo caduto, regia di Carlo Lucarelli (2012) - produttrice esecutiva
- Maraviglioso Boccaccio, regia di Paolo e Vittorio Taviani (2015)
- Fuocoammare, regia di Gianfranco Rosi – documentario (2016)
- Vangelo, regia di Pippo Delbono – documentario (2017)
- Una questione privata, regia di Paolo e Vittorio Taviani (2017)
- Nour, regia di Maurizio Zaccaro (2019) - co-produttrice esecutiva
- Faith, regia di Valentina Pedicini – documentario (2019)
- Il grande passo, regia di Antonio Padovan (2019)
- Last Words, regia di Jonathan Nossiter (2020)
- Notturno, regia di Gianfranco Rosi – documentario (2020)
- Leonora addio, regia di Paolo Taviani (2022)
- Le favolose, regia di Roberta Torre (2022)
- In viaggio, regia di Gianfranco Rosi – documentario (2022)
- L'Expérience Zola, regia di Gianluca Matarrese – documentario (2023)
- Mi fanno male i capelli, regia di Roberta Torre (2023)
- Luce, regia di Luca Bellino e Silvia Luzi (2024)
- Al klavim veanashim, regia di Dani Rosenberg (2024)
- Ho visto un re, regia di Giorgia Farina (2024)
- GEN_, regia di Gianluca Matarrese – documentario (2025)
- Sotto le nuvole, regia di Gianfranco Rosi – documentario (2025)